# Kåre Siem
Kåre Siem, född 8 juni 1914 i Kristiania (nuvarande Oslo), död där 23 juni 1986, var en norsk pianist och kompositör.

## Biografi
Siem debuterade i Oslo 1938 och verkade därefter som konsertpianist på turnéer i och utanför Norge. Han var också repetitör och kapellmästare vid en rad teaterar. Han var en av initiativtagarna till Musikkens Venner och en av grundarna av Det Norske Solistkor. Han skrev också musik för teater och film och var medredaktör till flera visböcker.

## Diskografi

### Soloalbum
- Kåre Siem synger viser (1961)
- På tokt med Mathilde (1962)
- Øl er i alle fall øl (1976)

### Övrig medverkan
- Camilla Wicks: Slavisk dans nr. 2/Ave Maria (1947)
- Diverse artister: Den store viseboka (1968)
- Birgitte Grimstad: 12 nye viser (1973)
- Åse Kleveland: Vær velkommen (1973)
- Vidar Lønn-Arnesen & Carsten Kloumans orkester: Vidar synger Prøysen/Soltrall (1974)
- Alf Prøysen: Å, du gode sparegrisen min (1975)
- Vidar Lønn-Arnesen: Jo mere vi er sammen, vol. 2 (1977)
- Eva von Hanno: Byssan lull - sovesanger for barn og voksne (1981)
- Diverse artister: Heia Hedmark! (1981)
- Hanne Juul: Brisingamen (1985)
- Inger Øieroset: Du er så rar (1988)
- Per Asplin: Hei - alle barn, Gøy med Per Asplin (1993)
- Alf Prøysen: Alf Prøysen på grammofon II - Komplette plateinnspillinger, 1951-1954 (1993)
- Alf Prøysen: Original Prøysen (1993)
- Hanne Krogh: Prøysens barnesanger (1995)
- Guldbergs Akademiske Kor: Norges skål! - Norske drikkeviser gjennom 200 år (1995)
- Arnstein Johansen: Arnstein Johansen Evergreens 2 (1996)
- Alf Prøysen: Alf Prøysens beste barneviser (1996)
- Det norske jubelorkester: Flytende gull (1997)
- Diverse musikere: Aksel Schiøtz, vol. 8 (1997)
- Karl-Henrik Gunderssen: For brød og brennevin - sanger av Jens Gunderssen (1998)
- Diverse artister: LirekasCD'n 9: Bak blendingsgardinen (1998)
- Tove Hovland: Hottentott og selbuvott (1999)
- Diverse artister: Harde Svaberg og bløde konsonanter (1999)
- Faun: Faun - en musikalsk reise i André Bjerkes diktning (2001)
- Jens Gunderssen: Gamle og nye viser (2001)
- Berlevåg Mannsangforening: Heftig (2002)
- Ivar Simastuen: 40 beste (2002)
- Berlevåg Mannsangforening: På sangens vinger (2002)
- Erik Bye og Kongelige Norske Marines Musikkorps: I dur og brott (2003)
- Thorbjørn Egner: Folk og røvere i Kardemomme by (2004)
- Thorbjørn Egner: Doktor Dyregod (2004)
- Måltrosten: Labbetruten - viser, rim og regler av Alf Prøysen (2004)
- Diverse artister: Fola, fola blakken - Kjente og kjære dyresanger (2008)
- Thorbjørn Egner: Klatremus og de andre dyrene i Hakkebakkeskogen (2009)
- Egil Johansson & Elin Prøysen: Fra Hompetitten til Bakvendtland - Greieste hits 3 (2010)
- Aasmund Nordstoga: Friaren (2010)
- Johannes Næss: Sommer og allsang (2010)
- Reidar Andresen: Reidar Andresen vol. 2 (2012)
- Sangtimekoret: Sangtimen 6 (2012)
- Diverse artister: Stjerner lyser hvite (2012)

## Filmografi
- 1953 – Ung frue forsvunnet
- 1962 – Den sköna Helena
- 1967 – Musikanter
- 1972 – Skriet från vildmarken